# Anton Kalc
Anton Kalc, slovenski precizni mehanik, prosvetni delavec in igralec, * 10. december 1906, Trst, † 20. december 1979, Trst. 

## Življenje in delo
Ljudsko šolo je končal na Opčinah in nato obiskoval Zavod svetega Stanislava v Šentvidu pri Ljubljani, kjer pa zaradi zdravstvenih razlogov ni končal šolanja. Vrnil se je v Trst, kjer se je kot precizni mehanik zaposlil pri podjetju Singer in ostal tu do upokojitve. Kalc se je že kot mladenič vključeval v narodno-prosvetno delo. Leta 1923 je bil soustanovitelj mladinskega društva Prosveta na Opčinah. Nastopal je na raznih prireditvah in v najrazličnejših vlogah. V času najhujšega fašističnega nasilja je podpiral prizadevanja članov organizacije TIGR. Kot zaveden Slovenec  je prestal najrazličnejša mučenja in bil leta 1941 obsojen zaradi »prevratniškega delovanja in propagande«. Bil je zaprt in nato pregnan v Istono Marino (Abruci), kjer je v taborišču dočakal italijansko kapitulacijo in prihod zahodnih zaveznikov. Priključil se je zavezniški vojski, ter kot častnik služil na jugoslovanski ladji, ki je delovala v okviru britanske vojne mornarice. Po osvoboditvi je še nekaj mesecev kot prostovoljec plul na minolovcu, ki je čistil Jadransko morje. Po povratku na Opčine se je vključil v prosvetno življenje na Tržaškem. Vse do smrti je bil aktiven v Prosvetnem društvu Tabor na Opčinah, organiziral je izlete in druge društvene dejavnosti. Kot amaterski dramski igralec pa je honorarno sodeloval z dramskim gledališčem Slovencev v Trstu. 